# Virginio Orsini av Bracciano
Virginio Orsini av Bracciano, död 1497, var en italiensk kondottiär.
Orsini var en av Italiens främsta fältherrar under sin samtid, och kämpade för påven Sixtus IV och från 1494 för Karl VIII av Frankrike.